# Someone to Watch Award
Il Someone to Watch Award è un premio cinematografico statunitense assegnato annualmente dal 1996 nell'ambito degli Independent Spirit Awards a filmmakers indipendenti di eccezionale talento che non hanno ancora ricevuto i meritati riconoscimenti.

## Vincitori e candidati
I vincitori sono indicati in grassetto, a seguire gli altri candidati.

### Anni 1990
- 1996: Christopher Münch
  - Tim McCann
  - Jennifer Montgomery
  - Kelly Reichardt
  - Rafal Zielinski
- 1997: Larry Fessenden - Habit
  - Joe Brewster
  - Chris Smith
- 1998: Scott Saunders - The Headhunter's Sister
  - Tim Blake Nelson - Eye of God
  - Erin Dignam - Prove d'accusa (Loved)
- 1999: David D. Williams - Thirteen
  - Lynn Hershman-Leeson - Conceiving Ada
  - Tony Barbieri - One
  - Eric Tretbar - Snow

### Anni 2000
- 2000: Cauleen Smith - Drylongso
  - Lisanne Skyler - Getting to Know You
  - Dan Clark - The Item
  - Julian Goldberger - Trans
- 2001: Marc Forster - Everything Put Together (Tutto sommato) (Everything Put Together)
  - Mia Trachinger - Bunny
  - Dan McCormack - Other Voices
- 2002: Debra Eisenstadt - Daydream Believer
  - Michael Gilio - Kwik Stop
  - DeMane Davis e Khari Streeter - Lift
  - David Maquiling - Too Much Sleep
- 2003: Przemyslaw Reut - Paradox Lake
  - Eitan Gorlin - The Holy Land
  - Eric Eason - Manito
- 2004: Andrew Bujalski - Funny Ha Ha
  - Ryan Eslinger - Madness and Genius
  - Ben Coccio - Zero Day
- 2005: Jem Cohen - Chain
  - Bryan Poyser - Dear Pillow
  - Jennifer Reeves - The Time We Killed
- 2006: Ian Gamazon e Neill Dela Llana - Cavite
  - Robinson Devor - Police Beat
  - Jay Duplass - The Puffy Chair
- 2007: Julia Loktev - Day Night Day Night
  - Richard Wong - Colma: The Musical
  - So Yong Kim - In Between Days
- 2008: Ramin Bahrani - Chop Shop
  - Ronald Bronstein - Frownland
  - Lee Isaac Chung - Munyurangabo
- 2009: Lynn Shelton - My Effortless Brilliance
  - Barry Jenkins - Medicine for Melancholy
  - Nina Paley - Sita Sings the Blues

### Anni 2010
- 2010: Kyle Patrick Alvarez - Easier with Practice
  - Asiel Norton - Redland
  - Tariq Tapa - Zero Bridge
- 2011: Mike Ott - Littlerock
  - Hossein Keshavarz - Dog Sweat
  - Laurel Nakadate - The Wolf Knife
- 2012: Mark Jackson - Without
  - Simon Arthur - Silver Tongues
  - Nicholas Ozeki - Mamitas
- 2013: Adam Leon - Gimme the Loot
  - David Fenster - Pincus
  - Rebecca Thomas - Electrick Children
- 2014: Shaka King - Newlyweeds
  - Aaron Douglas Johnston - My Sister's Quinceañera
  - Madeline Olnek - The Foxy Merkins
- 2015: Rania Attieh e Daniel Garcia - H.
  - Ana Lily Amirpour - A Girl Walks Home Alone at Night
  - Chris Eska - The Retrieval
- 2016: Felix Thompson – King Jack
  - Robert Machoian – God Bless the Child
  - Chloé Zhao – Songs My Brothers Taught Me
- 2017: Anna Rose Holmer – The Fits
  - Andrew Ahn – Spa Night
  - Claire Carré – Embers
  - Ingrid Jungermann – Women Who Kill

- 2018: Gook, regia di Justin Chon
  - Dayveon, regia di Amman Abbasi
  - Super Dark Times, regia di Kevin Phillips

- 2019: Alex Moratto - Socrates
  - Ioana Uricaru - Lemonade
  - Jeremiah Zagar - Quando eravamo fratelli (We the Animals)

### Anni 2020
- 2020: Rashaad Ernesto Green - Premature
  - Ash Mayfair - The Third Wife
  - Joe Talbot - The Last Black Man in San Francisco